# The Wrestler (film 2008)
The Wrestler è un film del 2008 diretto da Darren Aronofsky e interpretato da Mickey Rourke.
Il film ha vinto il Leone d'Oro alla 65ª edizione del Festival di Venezia e due Golden Globe alla 66ª edizione dell'omonima rassegna.
È uscito negli Stati Uniti il 17 dicembre 2008 e in Italia il 6 marzo 2009.

## Trama
Alla fine degli anni ottanta il wrestler professionista Robin Ramzinski, noto con il nome d'arte di Randy "The Ram" Robinson, è al culmine della carriera, dopo aver sconfitto in un match memorabile il suo acerrimo avversario, l'Ayatollah. Circa 20 anni dopo tira avanti esibendosi per i fan del wrestling nelle palestre dei licei, nelle comunità del New Jersey ed in piccole federazioni locali. 
Caduto in disgrazia, separato dalla moglie, allontanatosi dalla figlia Stephanie ed incapace di sostenere un qualsiasi vero rapporto umano, Randy vive per il brivido dello show, per l'adrenalina del combattimento e per l'adorazione di quei pochi fan rimasti.
Randy viene colto da un infarto al termine di un match di Hardcore wrestling molto impegnativo e violento, nel quale ha riportato ferite da "macchina sparapunti", da filo spinato, e da forchetta, utilizzata per trafiggere. I medici gli consigliano di evitare gli sforzi eccessivi, le sostanze stupefacenti o eccitanti di cui fa uso e gli steroidi, e di abbandonare per sempre i combattimenti. Lontano dal ring, Randy prova a cominciare una nuova vita: trova lavoro al reparto alimentari di un supermercato, tenta di riallacciare i rapporti con la figlia Stephanie che gli rimprovera di essere stato assente e lontano da lei durante la sua infanzia e la sua crescita, e tenta l'appriccio con Cassidy, un'amica lap dancer non più giovanissima. Per un breve periodo le cose sembrano funzionare e Stephanie dimostra, malgrado tutto, di voler ancora bene al padre.
Il fallimento però è dietro l'angolo. Cassidy, che è madre di un bambino e stenta a fidarsi di Randy, insiste nel rifiutare i pur affettuosi tentativi di lui, che potrebbero offrire ad entrambi la possibilità di ritrovare serenità: non può mettere a rischio la propria vita e quella di suo figlio.
Deluso, Randy si ubriaca, assume cocaina e si lascia andare ad un momento di sesso con una ragazza conosciuta in un bar, dimenticando così un importante appuntamento che aveva fissato, quella sera, per una cena con Stephanie. Questa ennesima dimenticanza segnerà definitivamente i rapporti fra Randy e sua figlia, che ritornerà ad odiare più che mai il padre.
Il futuro che Randy sogna va così inesorabilmente in fumo, suscitando in lui delusione e amarezza. Quando nel negozio dove lavora un fan lo riconosce come il suo idolo di infanzia, lui continua a negare di essere "Randy The Ram", pur di non farsi umiliare, facendosi vedere in divisa da salumiere, e improvvisamente tira un pugno alla lama di un'affettatrice ferendosi gravemente. Poi, fuori di sé, lascia il supermercato insultando i clienti allibiti e colpendo a destra e a manca gli scaffali. Non vedendo prospettive per il proprio futuro, nemmeno nel ruolo di "vecchia gloria" del wrestling, Randy decide di continuare quest'attività fino all'estremo: accetterà la rivincita contro il suo leggendario avversario, l'Ayatollah, ben consapevole delle conseguenze che la decisione potrà portare.
Nemmeno Cassidy, che lo raggiunge poco prima che salga sul ring, riesce a dissuaderlo. Randy fa un discorso sul ring in cui afferma, acclamato dal pubblico, che il wrestling è tutto per lui, è la sua ragione di vita ed il ring è l'unico luogo in cui non si fa del male; afferma inoltre che i fan sono la sua famiglia e che solo loro potranno convincerlo a non combattere più, qualora non lo ritenessero più all'altezza. Alla fine del match Randy è sfinito a causa delle fitte al cuore che lo hanno perseguitato fin dall'inizio del combattimento. Il suo avversario Ayatollah lo aveva notato, chiedendogli di "schienarlo" così da finire anzitempo il match, ben consapevole del fatto che il collega non si sentisse bene, ma Randy rifiuta più volte, si arrampica su un palo e si prepara a lanciarsi per eseguire la sua finisher, il "Ram Jam". Affranto per Cassidy, che ha abbandonato il match incapace di sopportare la vista di lui che si autodistrugge, Randy, consapevole e orgoglioso di star vivendo il suo ultimo e definitivo momento di gloria, si getta dal palo, lasciando lo schermo nero e facendo intuire l'epilogo dalla sua storia.

## Produzione
La stesura della sceneggiatura era nelle mani di Robert D. Siegel, che pensava per il ruolo del protagonista a Nicolas Cage. Cage fu ingaggiato, ma ha poi abbandonato il progetto. Subito dopo si è pensato all'attore Mickey Rourke, che per un certo periodo aveva avuto un declino nel campo cinematografico.
La storica rivalità tra Randy "the Ram" Robinson e "the Ayatollah" fa riferimento al feud tra Hulk Hogan e the Iron Sheik, iniziato nel 1984 e culminato con la vittoria di Hogan e la conquista del titolo del mondo al Madison Square Garden. Tra l'altro il soprannome di Freddie Blassie, manager di Iron Sheik, era proprio "the Ayatollah" Blassie.

### Cast

#### Cameo
Nel film compaiono molti wrestler professionisti di varie federazioni indipendenti degli Stati Uniti, tra di essi: Ernest "The Cat" Miller (ex WCW WWE), Necro Butcher, Mike "RAGE" Miller, Nick Berk, DJ Hyde, Havoc, Johnny Mangus, Billy Dream, Eric Cobian, Sugga, LA Smooth, Whacks, Devon Moore, The Funky Samoans, Jim Powers, Kid USA, Claudio Castagnoli, Romeo Roselli, John Zandig (JEEZUS!), Nate Hatred, Nigel McGuinness e R-Truth.
Inoltre, nelle scene di folla o in mezzo al pubblico, compaiono parecchi wrestler delle federazioni con sede nel New Jersey della Bodyslam Wrestling Organization e della NWA Liberty States.
Il soprannome dell'Ayatollah, avversario storico di Randy the Ram Robinson, è "the Beast from the Middle-East" (la Bestia del Medio Oriente) che ricorda il soprannome del wrestler Bam Bam Bigelow, "the Beast from the East" (la Bestia dell'Est)

## Colonna sonora
Bruce Springsteen, amico personale di Rourke, ha contribuito alla colonna sonora del film con un brano intitolato The Wrestler dedicato espressamente all'attore ed alle sovrapposizioni tra la vita di Rourke e quella di Randy Robinson. Il suo lavoro è stato premiato con il Golden Globe per la migliore canzone originale nell'edizione 2009 della rassegna. Il film apre con il brano Bang Your Head (Metal Health), storico brano heavy metal anni ottanta dei Quiet Riot. Quando Randy entra sul ring invece si sente Sweet Child o' Mine dei Guns N' Roses. La maggior parte del film è pervaso da brani di gruppi hair metal anni ottanta, tra i quali Quiet Riot, Cinderella, Ratt, Guns N' Roses, Accept, FireHouse, Rhino Bucket, Scorpions.
«The Wrestler è uno straordinario pezzo acustico» ha detto il regista, «cattura realmente lo spirito del film e quello del personaggio».

## Distribuzione
Il film è stato presentato in anteprima mondiale il 5 settembre 2008 al Festival di Venezia, e due giorni dopo al Toronto Film Festival. Il 12 ottobre, invece, è la data dell'anteprima statunitense, presso il New York Film Festival.
Il film ha iniziato ad essere distribuito nei cinema statunitensi il 19 dicembre 2008, per poi essere pubblicato in tutto il territorio nazionale il 16 gennaio 2009. In Italia è uscito nei cinema il 6 marzo 2009.

## Accoglienza

### Incassi
Il film ha realizzato in Italia, nelle prime tre settimane di programmazione, un incasso al botteghino di € 1.970.000 secondo i dati Cinetel. In totale il film ha raggiunto un incasso negli Stati Uniti di circa $26,238,243 e globale di $44,703,995.

## Riconoscimenti
- 2009 - Premio Oscar
  - Nomination Miglior attore protagonista a Mickey Rourke
  - Nomination Miglior attrice non protagonista a Marisa Tomei
- 2009 - Golden Globe
  - Miglior attore in un film drammatico a Mickey Rourke
  - Miglior canzone (The Wrestler) a Bruce Springsteen
  - Nomination Miglior attrice non protagonista a Marisa Tomei
- 2009 - Premio BAFTA
  - Miglior attore protagonista a Mickey Rourke
  - Nomination Miglior attrice non protagonista a Marisa Tomei
- 2008 - Festival di Venezia
  - Leone d'oro a Darren Aronofsky
- 2008 - Boston Society of Film Critics Award
  - Miglior attore protagonista a Mickey Rourke
- 2009 - Broadcast Film Critics Association Award
  - Miglior canzone (The Wrestler) a Bruce Springsteen
  - Nomination Miglior film
  - Nomination Miglior attore protagonista a Mickey Rourke
  - Nomination Miglior attrice non protagonista a Marisa Tomei
- 2009 - Central Ohio Film Critics Association Award
  - Miglior attore protagonista a Mickey Rourke
  - Miglior attrice non protagonista a Marisa Tomei
- 2008 - Chicago Film Critics Association Award
  - Miglior attore protagonista a Mickey Rourke
- 2008 - National Board of Review Award
  - Migliori dieci film
- 2009 - Independent Spirit Award
  - Miglior film a Scott Franklin e Darren Aronofsky
  - Miglior attore protagonista a Mickey Rourke
  - Migliore fotografia a Marise Alberti

- 2009 - Kansas City Film Critics Circle Award
  - Migliore regia a Darren Aronofsky
  - Miglior attore protagonista a Mickey Rourke
  - Migliore sceneggiatura originale a Robert D. Siegel
- 2009 - David di Donatello
  - Nomination Miglior film straniero a Darren Aronofsky
- 2009 - MTV Movie Award
  - Nomination Miglior canzone (The Wrestler) a Bruce Springsteen
- 2009 - Las Vegas Film Critics Society Award
  - Miglior attrice non protagonista a Marisa Tomei
- 2008 - New York Film Critics Circle Award
  - Nomination Miglior attore protagonista a Mickey Rourke
  - Nomination Migliore sceneggiatura a Robert D. Siegel
- 2008 - Los Angeles Film Critics Association Award
  - Nomination Miglior attore protagonista a Mickey Rourke
- 2009 - Nastro d'argento
  - Nomination Migliore regia a Darren Aronofsky
- 2010 - Awards of the Japanese Academy
  - Nomination Miglior film straniero
- 2008 - Satellite Award
  - Nomination Miglior attore in un film drammatico a Mickey Rourke
  - Nomination Miglior canzone (The Wrestler) a Bruce Springsteen
- 2009 - Screen Actors Guild Award
  - Nomination Miglior attore protagonista a Mickey Rourke
- 2008 - Southeastern Film Critics Association Award
  - Miglior attore protagonista a Mickey Rourke
  - Nomination Miglior film
- 2009 - Writers Guild of America
  - Nomination Migliore sceneggiatura originale a Robert D. Siegel